# Lijst van gemeenten in Kütahya
Onderstaande lijst bevat alle gemeenten (2000) in de Turkse provincie Kütahya.
| District    | Gemeente        |
| ----------- | --------------- |
| Altıntaş    | Altıntaş        |
| Altıntaş    | Çayırbaşı       |
| Altıntaş    | Zafertepeçalköy |
| Aslanapa    | Aslanapa        |
| Çavdarhisar | Çavdarhisar     |
| Çavdarhisar | Hacıkebir       |
| Domaniç     | Çukurca         |
| Domaniç     | Domaniç         |
| Dumlupınar  | Dumlupınar      |
| Emet        | Aydıncık        |
| Emet        | Çerte           |
| Emet        | Eğrigöz         |
| Emet        | Emet            |
| Emet        | Günlüce         |
| Emet        | Örencik         |
| Emet        | Yenice          |
| Gediz       | Akçaalan        |
| Gediz       | Altınkent       |
| Gediz       | Cebrail         |
| Gediz       | Erdoğmuş        |
| Gediz       | Eskigediz       |
| Gediz       | Fırdan          |
| Gediz       | Gediz           |
| Gediz       | Gökler          |
| Gediz       | Gümele          |
| Gediz       | Gürlek          |
| Gediz       | Kayaköy         |
| Gediz       | Üzümlü          |
| Gediz       | Yenikent        |
| Gediz       | Yeşilçay        |
| Gediz       | Yunuslar        |
| Hisarcık    | Dereköy         |
| Hisarcık    | Hasanlar        |
| Hisarcık    | Hisarcık        |
| Hisarcık    | Karbasan        |
| Hisarcık    | Şeyhler         |
| Kütahya     | Kızılcaören     |
| Kütahya     | Kütahya         |
| Kütahya     | Seyitömer       |
| Pazarlar    | Pazarlar        |
| Pazarlar    | Sofular         |
| Pazarlar    | Yakuplar        |
| Simav       | Akdağ           |
| Simav       | Bahtıllı        |
| Simav       | Beyce           |
| Simav       | Çaysimav        |
| Simav       | Çitgöl          |
| Simav       | Demirci         |
| Simav       | Güney           |
| Simav       | Hisarbey        |
| Simav       | Kalkan          |
| Simav       | Karacahisar     |
| Simav       | Kelemyenice     |
| Simav       | Kestel          |
| Simav       | Kuşu            |
| Simav       | Naşa            |
| Simav       | Öreyler         |
| Simav       | Simav           |
| Simav       | Şenköy          |
| Simav       | Yaykın          |
| Simav       | Yemişli         |
| Simav       | Yeniköy         |
| Simav       | Yeşildere       |
| Simav       | Yeşilköy        |
| Şaphane     | Karamanca       |
| Şaphane     | Şaphane         |
| Şaphane     | Üçbaş           |
| Tavşanlı    | Aliköy          |
| Tavşanlı    | Balıköy         |
| Tavşanlı    | Çukurköy        |
| Tavşanlı    | Gürağaç         |
| Tavşanlı    | Kuruçay         |
| Tavşanlı    | Tavşanlı        |
| Tavşanlı    | Tepecik         |
| Tavşanlı    | Tunçbilek       |